# Dicranota perlongiseta
Dicranota (Rhaphidolabis) perlongiseta là một loài ruồi trong họ Pediciidae. Chúng phân bố ở vùng Indomalaya.